# Ал-ларисия
Ал-ларисия (араб. اللارسية‎), арсия (الأرسية‎) — в Хазарском каганате IX—X веков царская гвардия. Комплектовалась из одноимённого мусульманского племени.

## Происхождение
Ларисии переселились в Хазарию из Хорезма, по причине разразившейся там войны и эпидемии. Время переселения неизвестно. Этнически идентифицируются с аорсами — среднеазиатскими аланами, обитавшими в эпоху античности к югу от Аральского моря.

## Состав
В середине X века корпус ларисиев состоял из 7 тыс. воинов-профессионалов, получавших жалование за свою службу. Они представляли собой тяжеловооружённую конницу лучников и копейщиков. Воины были облачены в панцири, кольчуги и шлемы. Расквартировывались они в хазарской столице Итиле. Там же проживали и члены их семей.

## Правовой статус
Ларисии имели привилегии, особо оговоренные при поступлении на службу к царю. Среди них:
- Право юрисдикции — собственные судьи (по некоторым данным заведовали всем исламским судопроизводством в столице).
- Право исповедовать свою веру — посещение мечетей, открытый призыв к молитве.
- Право не сражаться против единоверцев — отдельное расположение в хазарском войске и война только против неверных. Это требование выглядит правдоподобным, так как с мусульманами в этот период хазары почти не воевали.
- Собственный везират — должность царского везира (хаз). В 940-е годы этот пост занимал Ахмад ибн Куйа.

Довольно часто ларисиев называют наёмниками, что не совсем точно. Они жили в Хазарии в течение нескольких поколений и были прочно инкорпорированы в хазарское общество. Военная служба была их наследственной обязанностью.

## Место в хазарской армии
Гвардия подчинялась лично царю и являлась самой боеспособной силой поздней Хазарии. Из всех государств региона только Хазария была в состоянии содержать профессиональную (то есть оплачиваемую) армию, которая к тому же была укомплектована дорогим тяжёлым вооружением. Она являлась ядром хазарской военной системы, которая состояла так же в значительной степени из собственно хазарских контингентов, выставлявшихся знатью по требованию царя. Кроме этих основных сил в распоряжении правительства находились наёмные дружины славян и русов, служивших в Итиле на правах «рабов», и ополчения зависимых народов.

## Причины возникновения
Появление гвардии произошло в условиях кардинального изменения хазарской внешней политики. С начала IX века широкомасштабные грабительские походы в соседние страны Закавказья сменились конфликтами в зоне непосредственного хазарского влияния. Противниками хазар стали кочевые племена, имевшие схожую военную и социальную организацию, но намного превосходившие хазар числом (печенеги, огузы и др.). Столкновения каганата с вассалами систематически разжигала Византия. В этих условиях от хазар требовалась способность применять военную силу быстро и эффективно. Ответом стало изменение военной организации в сторону профессионализации, что позволило государству сохранять независимость ещё около 150 лет.
Формирование иноэтничной армии при правителе является широко распространённым явлением (ср. в ту же эпоху хазарская императорская гвардия в Константинополе, тюркские гулямы в Аббасидском и Фатимидском халифатах). Данный процесс проистекает из желания правительства иметь силу не зависящую от родоплеменной организации. Некоторые исследователи предполагают, что хорезмийцы-ларисия были важной опорой в упрочении на хазарском троне недостаточно легитимной династии Буланидов.

## Политическое влияние
Гвардия, бесспорно, имела большое влияние в столице. Вероятно, именно с ней связано первичное распространение ислама в Поволжье. Неясным является вопрос, как далеко зашла степень её политической самостоятельности. Очевидно, что хазарский царь не мог не считаться с могущественной военной силой. Имеется два прямых свидетельства о существовании трений между царём и гвардейцами. Правда, данные исходят от арабских авторов, заинтересованных в преувеличении влияния мусульманской общины в Хазарии. Проверке по другим источникам они не поддаются. По словам ал-Масуди, в 913/914 году гвардия заставила царя нарушить договор с войском русов, возвращавшимся из закавказского похода, и предательски напасть на него. Причём требования ларисиев поддержали другие мусульманские жители Итиля. Вместе они выставили войско в 15 тыс. человек. В другом месте своей работы Масуди заметил, что несмотря на свою силу, мусульмане могут угрожать царю только в случае гипотетического объединения с христианами. Ибн Фадлан, не упоминая ларисиев, сообщает, что в 922 году царь приказал разрушить минарет столичной мечети и казнить нескольких священников.
Возможно, гвардия проявила себя после разгрома Хазарии Святославом, когда в конце X века хазарский царь перешёл из иудаизма в ислам и Хазария попала под власть Хорезма.